# Greven (Mecklembourg)
Pour les articles homonymes, voir Greven (homonymie).
Greven est une municipalité allemande du land de Mecklembourg-Poméranie-Occidentale et l'arrondissement de Ludwigslust-Parchim. En 2013, elle comptait 677 hab.